# Parosmylus
Parosmylus is een geslacht van insecten uit de familie van de watergaasvliegen (Osmylidae), die tot de orde netvleugeligen (Neuroptera) behoort.

## Soorten
- P. belaae Ghosh & Sen, 1968
- P. jombai C.-k. Yang, 1987
- P. prominens Needham, 1909
- P. tibetanus C.-k. Yang, 1987
- P. yadonganus C.-k. Yang, 1987